# Сухбаатарын Шинэбаяр
Сухбаатарын Шинэбаяр (англ. Shinny Bayaar; 27 августа 1977, Монголия) — монгольский боксёр наилегчайшей весовой категории, выступал на профессиональном уровне в период 2000—2011, обладал поясом чемпиона Великобритании. В настоящее время является жителем города Олдем.

## Биография
Сухбаатарын Шинэбаяр родился 27 августа 1977 года в Монголии. Первый профессиональный бой провёл в феврале 2000 года у себя на родине, поединок длился десять раундов и завершился ничьей. Спустя какое-то время спортсмен получил предложение съездить на Филиппины и побороться за титул интернационального чемпиона по версии WBC в минимальном весе, однако победить местного боксёра ему не удалось — после двенадцати раундов судьи отдали победу филиппинцу. Затем Шинэбаяр переехал в Великобританию, но и там его карьера долгое время не складывалась, в частности, он проиграл новичку с отрицательным рекордом. При всём при том, постепенно его соперники становились всё сильнее и победы всё значимее, например, в 2004 году ему уступили два ранее непобеждённых боксёра Рейдар Уолстад и Мартин Пауэр. Год спустя Шинэбаяр нокаутировал непобеждённого канадца Андрю Синга Кунера и к концу 2007 года его профессиональный рекорд улучшился до 10-4-1.
В 2008 году Сухбаатарын Шинэбаяр нацелился на титул чемпиона Великобритании в наилегчайшем весе и принял ради этого британское гражданство. Он победил нескольких крепких джорнименов и в октябре 2009 года вышел на титульный бой против действующего чемпиона Криса Эдвардса — в шестом раунде боксёры сильно столкнулись головами, и у Шинэбаяра открылось опасное рассечение над правым глазом, поэтому судьи остановили матч и начали считать очки — раздельным решением победу одержал монгольский спортсмен. В мае 2010 года состоялась первая защита титула, бой против непобеждённого чемпиона Англии Эшли Секстона получился очень тяжёлым, противники получили несколько серьёзных повреждений, и судьи не смогли определить победителя: один отдал победу Шинэбаяру, другой назвал победителем Секстона, третий зафиксировал ничью.
Тем не менее, в следующем своём бою, который состоялся в декабре того же года, Сухбаатарын Шинэбаяр всё-таки вынужден был отдать свой пояс. В первом же раунде с непобеждённым Полом Эдвардсом случилось столкновение головами, и чемпион из-за полученного рассечения не смог продолжать матч — в результате технического нокаута титул перешёл к англичанину. Целый год Шинэбаяр потратил на восстановление от многочисленных травм и в декабре 2011 года вновь попытался завоевать пояс чемпиона Британии, но в рамках матча-реванша против Криса Эдвардса потерпел поражение по очкам, единогласным решением судей. Вскоре после этого поединка Шинэбаяр принял решение завершить карьеру профессионального боксёра, всего в его послужном списке 23 боя, из них 15 окончены победой (4 нокаутом), 6 поражением (1 нокаутом), в двух случаях была ничья.